# قلعه بارجین
قلعۀ بارجین مربوط به دوره قاجار است و در شهرستان میبد، روستای بارجین واقع شده و این اثر در تاریخ ۹ اردیبهشت ۱۳۸۲ با شمارهٔ ثبت ۸۵۴۹ به‌عنوان یکی از آثار ملی ایران به ثبت رسیده‌است.